# Berkes János (gyógypedagógus)
Berkes János, eredeti neve Berinza János (Bánhorvát, 1862. június 23. – Budapest, 1934. augusztus 25.) gyógypedagógus. 
A hazai oligofrénpedagógia (=az értelmi fogyatékosok pedagógiája) első képviselői közé tartozott. Pedagógiai szempontból a rendellenes szellemi állapotú gyerekeket két csoportra osztotta,  képezhetőek és képezhetetlenek. Több társával együtt az általános tankötelezettség mellett szállt síkra és a fogyatékosok teljes körű iskoláztatásán dolgozott. A kisegítő iskolák létrehozását szorgalmazta.

## Életpályája és munkássága
Tanítói pályafutását 1891-ben kezdte a váci Királyi Siketnéma-Intézetben, majd pedig 1897–1924 között a Gyógypedagógiai Nevelési Intézetben dolgozott. Ugyanitt tanfolyamot vezetett gyenge elméjűek tanítóinak képzésére 1897–1902 között. 1904-től a Gyógypedagógiai Tanítóképző igazgatójaként dolgozott. 1909-ben leváltották, majd a következő két évben a képzés is szünetelt. Előadója a Gyógypedagógiai Intézetek Országos Szaktanácsának, majd 1922–1925 között a gyógypedagógiai intézetek szakfelügyelőjének nevezték ki.
Szakirodalmi tevékenysége főként a tanterv és tanterv tervezet készítésében kiemelkedő. Értelmi fogyatékosok oktatásában a legelső magyar „tantervnek” az általa összeállított tananyagot tekinthetjük. A Magyar Gyógypedagógia folyóirat főszerkesztője 1909 és 1911 között, valamint társszerkesztője a Gyermek című folyóiratnak 1919-ig.

## Főbb művei
- A hülyék tanításáról és neveléséről (Müller Nyomda; Budapest, 1898)
- A siketnémák tárgyi és alaki oktatása (Scherer Istvánnal Budapest, 1892-1894)
- Tanterv és utasítás a budapesti áll. gyógypedagógiai nevelőintézet részére (Budapest, 1909)
- Törvényjavaslat az érzéki és értelmi fogyatkozásban szenvedők oktatásáról és gyámolításáról. Magyar Gyógypedagógia, 1911/ 6. sz. 184–188.